# Hunton, North Yorkshire
Hunton är en ort och civil parish i Storbritannien.   Den ligger i grevskapet North Yorkshire och riksdelen England, i den centrala delen av landet, 300 km norr om huvudstaden London. Hunton ligger 112 meter över havet och antalet invånare är 420.
Terrängen runt Hunton är lite kuperad, och sluttar österut. Runt Hunton är det ganska tätbefolkat, med 108 invånare per kvadratkilometer. Närmaste större samhälle är Catterick Garrison, 5,1 km norr om Hunton. Omgivningarna runt Hunton är en mosaik av jordbruksmark och naturlig växtlighet.